# Gerda Leopold
Gerda Leopold (* 1959 in Wien) ist eine österreichische Filmemacherin und Malerin.

## Leben
Gerda Leopold ist die Tochter des  österreichischen Augenarztes und Kunstsammlers Rudolf Leopold (1925–2010), dessen Sammlung den Grundstock für das Wiener Leopold Museum bildete. Nach ihrer Schulzeit in Wien studierte sie von 1979 bis 1985 Malerei an der Hochschule der Künste in Berlin bei Karl Horst Hödicke.
In Berlin begann sie ihre berufliche Karriere als Künstlerin mit Ausstellungen in Europa und Übersee. Sie orientierte sich zunächst in ihrer Malerei an architektonischen Strukturen. Ab 1993 malte sie figurativ; in New York (1996–2000) verstärkte sich ihr Interesse an erzählerischen Ausdrucksformen, was dazu führte, dass Gerda Leopold seit 2005 die Malerei aufgab, um nur noch Filme zu machen.
Seit 2004 arbeitet Gerda Leopold an Kurzfilmen.
Ihr 2008 erschienener Film Mauer war ihre erste Arbeit mit Schauspielern, der Film wurde an folgenden Orten gezeigt: Shortfilmfest Los Angeles, Berlinische Galerie, Kurzfilmfest Ingolstadt, Waterside Project Space London, MUSA Wien.
2012 ging sie nach Wien und gründete im darauf folgenden Jahr ihre eigene Filmproduktionsfirma Amiluxfilm.
Ihr erster Spielfilm Karussell erschien 2016. Der Experimentalfilm ist aus Sicht der Protagonisten gedreht. Die Schauspieler tragen dafür einen Multikamera-Helm, auf dem fünf Kameras montiert sind, die vorne, links, rechts, oben und hinten zugleich aufnehmen. Für die Vorführung der so entstandenen 360 Grad Aufnahmen wurde ein eigener Projektionsraum konzipiert.
Ihr Virtual-Reality-Film Ballavita (2018) mit Haymon Maria Buttinger, Bianca Kraml und Thomas Kraml wurde zu den 75. Filmfestspielen von Venedig in die Sektion Venice Virtual Reality eingeladen.

## Filmografie
- 2004: Das immerwährende Versprechen (Kurzfilm, 4 min)
- 2005: Der Kreislauf der Kulturellen Ökonomie (Loop)
- 2005: Die Zeit und das Licht (Kurzfilm, 3 min)
- 2007: Herzen (Kurzfilm, 1 min)
- 2007: Vom Wesen des Raums (Kurzfilm, 6 min)
- 2008: Mauer (Kurzfilm, 11 min)
- 2011: Einer stirbt immer (Kurzfilm, 17 min)
- 2016: Karussell (Spielfilm, 96 min)
- 2016: You’re Welcome (Kurzfilm, Produzentin, 9 min)